# Jan Turyna
Jan Turyna ist ein polnischer Hochschullehrer. Er studierte an der Warschauer Szkoła Główna Planowania i Statystyki (heute: Szkoła Główna Handlowa) und der Harvard University (MBA). Sein Spezialgebiet ist das betriebliche Rechnungswesen. In dem Zusammenhang beschäftigt er sich mit der elektronischen Datenverarbeitung (ERP-Software). Er ist Inhaber des Lehrstuhls Finanz- und Rechnungswesen an der Management-Fakultät der Universität Warschau. Er lehrt auch an weiteren Hochschulen, wie der Vistula- und der Łazarski-Universität.
Turyna ist Mitglied des wissenschaftlichen Beirates des Verbandes der Buchhalter in Polen (Stowarzyszenie Księgowych w Polsce) sowie in verschiedenen wissenschaftlichen Gesellschaften.